# Mitchell Kapor
Mitchell David Kapor (født 1. november 1950) er grundlægger af Lotus Development Corporation og designede Lotus 1-2-3, den "killer application" der oftest tilskrives udbredelsen af PC'en i forretningsverdenen. Han er også medstifter af Electronic Frontier Foundation og var den første formand for Mozilla Foundation. Han har i en generation været i front for den revolution der er sket inden for informationsteknologien, både som iværksætter, investor, social aktivist og som filantrop.